# Boeing F-15SE Silent Eagle
El Boeing F-15SE Silent Eagle es una propuesta de actualización, por parte de la compañía estadounidense Boeing IDS del F-15E Strike Eagle usando características propias de los cazas de quinta generación, como el hecho de llevar el armamento en compartimentos internos gracias al rediseño de los tanques de combustible conformables a los costados de los motores gemelos, o el estar realizado con materiales que reducen su firma de radar y térmica. También cuenta con mejoras en los sistemas electrónicos del avión, con un radar AESA de escaneo electrónico avanzado, y con una cola vertical modificada que aporta mejoras aerodinámicas.
Una versión de demostración fue expuesta por Boeing el 17 de marzo de 2009, era una maqueta a escala natural que no podía volar y comenzó a ser ofrecido a la venta con un precio que rondará los 100 millones de US$, incluyendo repuestos y soporte técnico. Israel ya ha pedido información sobre el modelo al Departamento de Defensa de Estados Unidos, aunque desde esta institución les han establecido diversas restricciones.

## Diseño y desarrollo
Una versión de demostración del nuevo y mejorado F-15SE fue exhibida por primera vez por Boeing el 17 de marzo de 2009. El F-15SE utilizará las tecnologías de quinta generación de combate, de los aviones más modernos del mundo, para ser ofrecido como un avión de generación 4,5 o generación 4++, como el nuevo caza Rafale de Francia, el Eurofighter Typhoon del consorcio europeo o el Su-35 de Rusia. 

### Diferencias del F-15SE
La versión F-15SE “Super Eagle” incorpora nuevos motores más potentes, los F110-129E de General Electric Aviation. El incremento en propulsión es notable y se traduce en más carga de combustible y de armas. El incremento de combustible permitiría al F-15SE realizar misiones de tres o cuatro horas de patrulla a 425 km de su base, o una o dos horas de patrulla a 1.852 km de su base.
El armamento es el gran cambio respecto a otros F-15. El F-15SE cuenta con siete puntos de anclaje, donde puede cargar hasta 12 misiles  AIM-120 AMRAAM en configuración de superioridad aérea. Para ataque podría llevar dos misiles KEPD-350 TAURUS, 11 bombas GBU-12 o 5 GBU-24 guiadas por láser y sus equivalentes JDAM guiadas por GPS y 14 bombas SDB GBU-39. Frente a esto un F-35, por ejemplo, podría solo llevar 4 armas en su bodega interna y seis en los puntos exteriores.
Exteriormente el F-15SE o F-15X es muy similar a los F-15C y F-15E. Pero su aviónica y sistemas son de última generación: radar AESA APG-86, sistema de guerra electrónica DEWS, sistema de computadoras Advanced Display Core Processor (ADCP) II, cabina de última generación con pantallas de cristal líquido de matriz activa y una potente conjunto de sistemas de guerra electrónica.

### Bodega de armas
Las características distintivas de esta nueva versión mejorada del F-15, son las armas internas de conformación de compartimentos (CWB), que sustituyen a los tanques de combustible integrados al fuselaje central, de conformación (CFT), instalados junto a los motores gemelos y en la base de las alas principales, para mantener las armas internas dentro de estos perfiles aerodinámicos, que pueden ser lanzadas al momento de abrir las compuertas de la bahía interna de armas, en forma parecida al diseño del caza Lockheed Martin F-22 Raptor, el Lockheed Martin F-35 Lightning II y el Sukhoi PAK FA de Rusia para lanzar misiles de corto y medio alcance, también podrá transportar armas externas bajo las alas y el fuselaje central, y tanques de combustible externos como el diseño del F-15K; la mayor diferencia de diseño está en las nuevas colas gemelas verticales, el timón vertical de profundidad con un diseño inclinado hacia el exterior de 15 grados para reducir la sección transversal radar, en forma parecida al diseño del caza naval Boeing F/A-18 Super Hornet. 

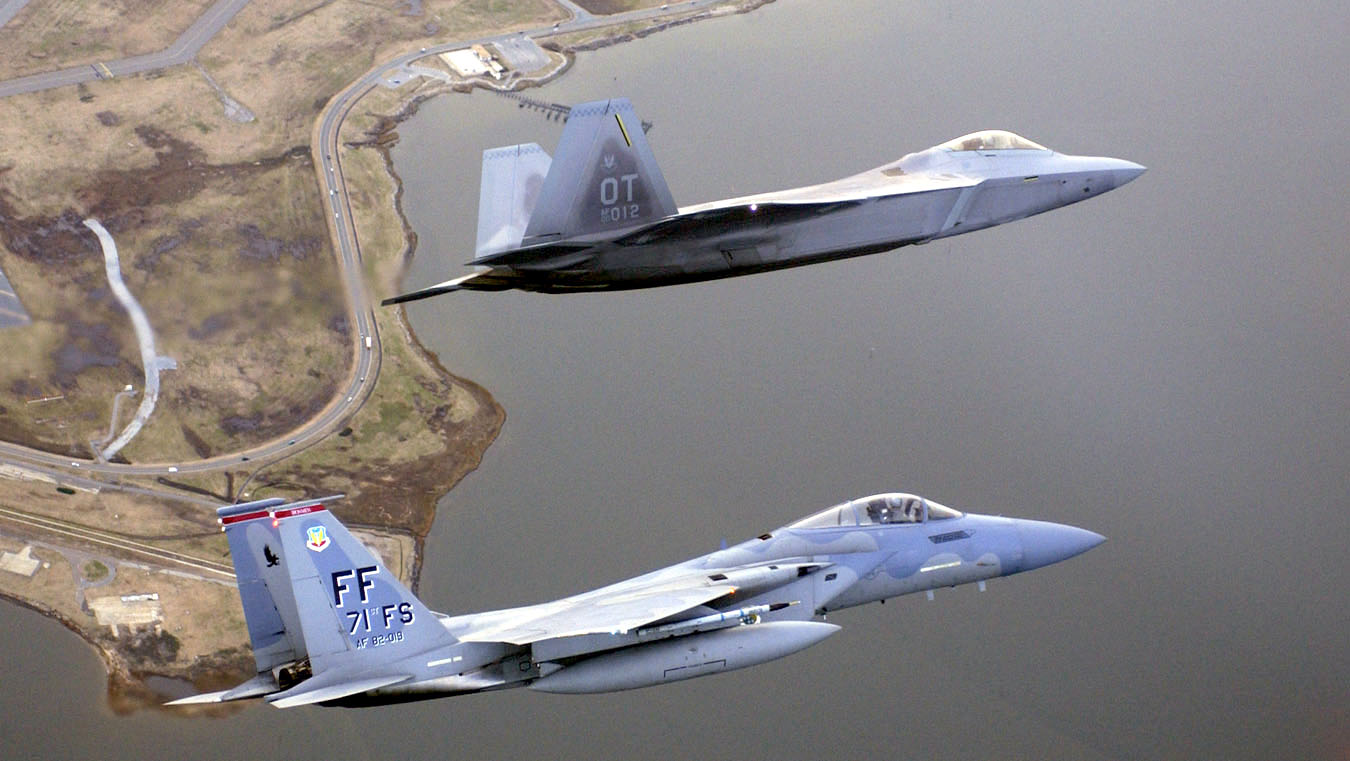
Un F-15 junto a un F-22 Raptor, el nuevo F-15SE es considerado la versión de exportación de un avión de quinta generación.

El almacenamiento de armas internas, ocupa el espacio dentro de la mayoría de cada perfil aerodinámico junto a los motores, con una capacidad adicional de combustible CWB. Esta variante también tiene material absorbente de radar cuando sea necesario. El nuevo y mejorado F-15SE también va dirigido para ser ofrecido a los actuales usuarios del caza F-15, un avión de combate pesado y de largo alcance, que ha sido muy difícil de superar por nuevos aviones de combate, en servicio en países amigos como Israel, Arabia Saudita, Japón y Corea del Sur, entre otros.
El F-15SE podrá tener el nivel de sigilo permitido para la exportación por el gobierno de EE. UU. [6]. Boeing ha admitido que esta cautela no estará a la altura de la gama de aviones de quinta generación como el caza multinacional F-35 Lightning II en su perfil frontal, pero es más económico y accesible para su compra, por otros países y nuevos mercados de aviones de combate, como Brasil, Colombia y Chile, también podrá ser ofrecido a India, Irak y otros países de Europa, como una versión más económica del caza F-22.

### Radar y sistemas
El F-15SE/X tendrá un nuevo radar plano AESA de Raytheon, y un nuevo sistema de guerra electrónica de BAE Systems de Inglaterra. Este sigilo electrónico será óptimo para misiones aire-aire, en contra de los radares de banda X y mucho menos eficaz contra radares basados en tierra, que utilizan otras frecuencias.

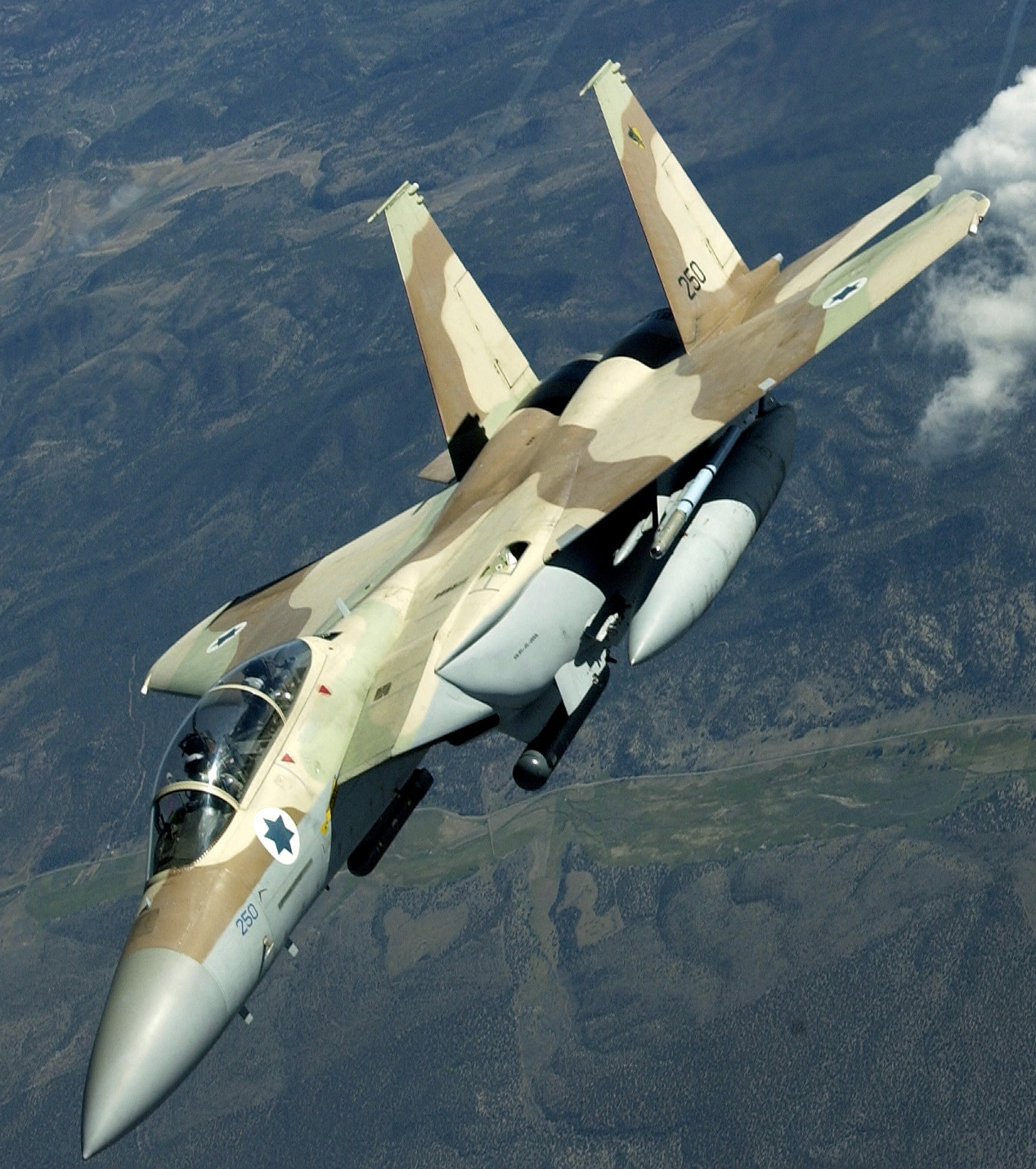
Un F-15I Ra'am tras ser re-abastecido por un KC-135, pueden verse los tanques conformables a los costados

### Precio y oferta
En marzo de 2009, Boeing lanzó oficialmente el F-15 Silent Eagle y lo comenzó a ofrecer para la venta internacional. El avión es capaz de transportar tanto armas internas y externas, como montadas en puntos de anclaje bajo las alas, los tanques de combustible son más grandes. El costo de la F-15SE es menor en comparación a los aviones de combate de quinta generación disponibles en el mercado internacional de aviones de combate y está diseñado para el mercado de exportación. La aeronave requiere licencia de exportación a otros países similar a la del caza F-35.
El costo unitario se ha estimado por Boeing en aproximadamente US$ 100 millones, incluyendo repuestos y apoyo. La compañía ha estado buscando otras empresas para ser socios de riesgo compartido, para reducir sus costes de desarrollo. Los estudios de los diferentes niveles posibles de reducción de la sección transversal radar (RCS) se están realizando para mejoras en el futuro. En junio de 2009, Boeing dijo que planea para un vuelo de demostración del nuevo F15SE en el tercer trimestre de 2010. 
Durante agosto y septiembre de 2009, Boeing realizó pruebas en tierra y computadoras de sección transversal radar, de un F-15E de pruebas con revestimientos absorbentes de radar diferentes, para seleccionar una capa especial para el nuevo F-15SE. En septiembre de 2009, Arabia Saudita, se informó que está considerando la compra de hasta 72 aviones de ataque F-15. A pesar de la variante exacta no se especifica, se informó a los interesados que podría ser el nuevo F-15SE.
Aunque Boeing ha estado en conversaciones tentativas con Corea del Sur desde 2009 en relación con la compra del nuevo F-15SE, pero no puede ofrecer el avión de combate a los posibles clientes internacionales, hasta cuando reciba una licencia de exportación del gobierno de Estados Unidos. La compañía se declaró en una licencia de exportación a principios de 2010, y recibió en julio de 2010. En agosto de 2010 se concedió autorización para exportar los tratamientos de la sección transversal radar, y equipo de guerra electrónica del Silent Eagle (Águila silenciosa) para la República de Corea. Fuentes diplomáticas informaron que el 6 de julio de 2010, en una reunión personal el primer ministro israelí, Benjamin Netanyahu, pidió al presidente de Estados Unidos Barack Obama agilizar la exportación del nuevo "stealth F-15E" debito a las demoras en las pruebas del nuevo caza F-35 y el alto costo del caza F-22 pero no recibió respuesta. En 2011, Israel confirmó su intención de comprar aviones F-15C usados que podrían ser repotenciados con mejoras Up-grade en el futuro al nivel SE. 
La primera tanda de producción del nuevo F-15E (86 a 0183) fue modificado para la configuración F-15E1, para servir como un demostrador de tecnología del programa Silent Eagle. Su primer vuelo fue el 8 de julio de 2010 con el lado izquierdo de la nave, con perfil confortable en la bahía de armas y el 20 de julio de 2010 adoptó el misil AMRAAM dentro de la CWB.

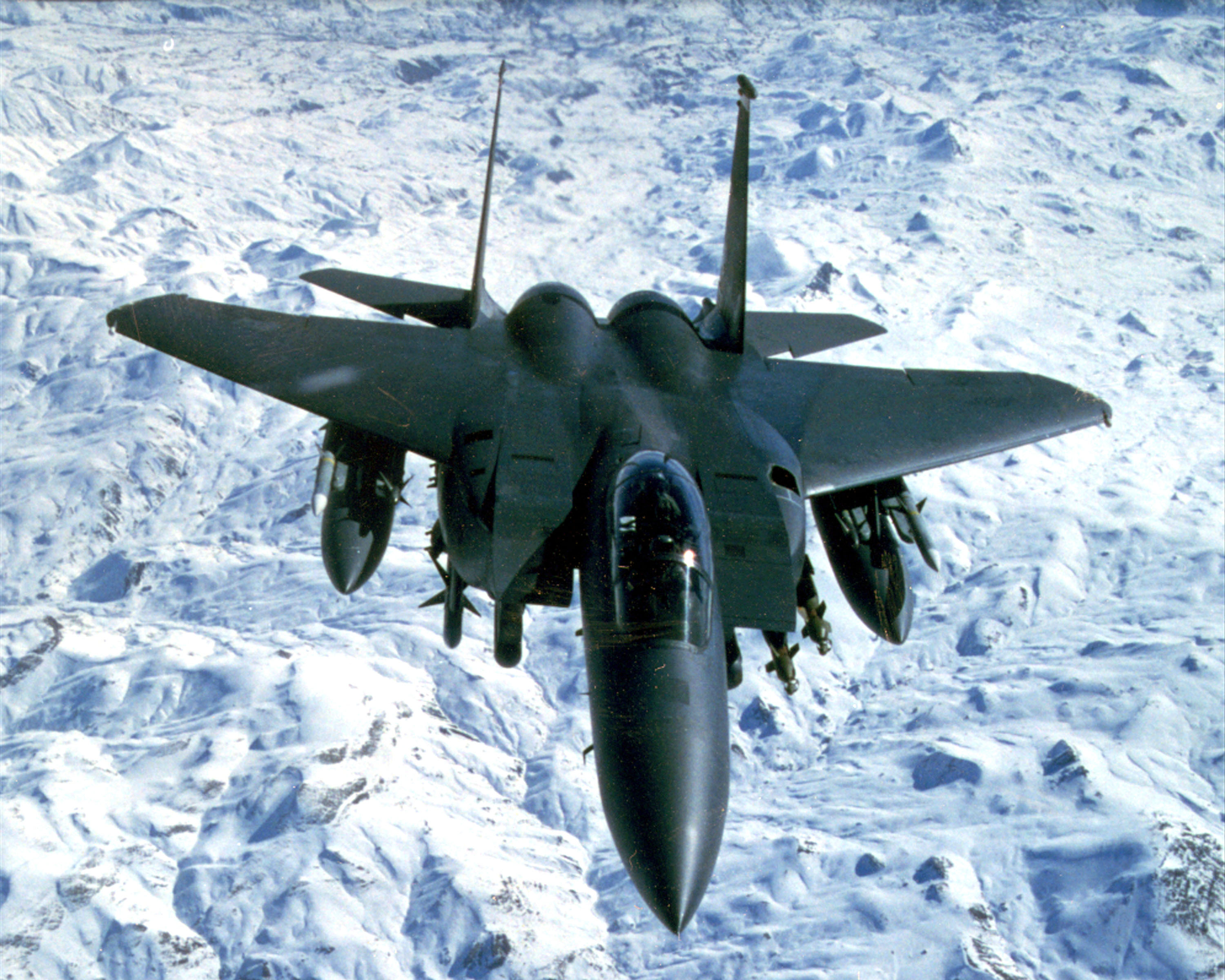
Un F-15E volando sobre Irak en febrero de 1999, es el avión de combate de más éxito en el inventario de US Air Force.

En noviembre de 2010, Boeing firmó un acuerdo con Korea Aerospace Industries para que la empresa KAI pueda diseñar, desarrollar y fabricar, la nueva bahía de conformación armas para el F-15SE. KAI ha producido anteriormente alas y fuselajes para la producción en serie, para equipar a los anteriores F-15K y F-15SG del inventario de Corea del Sur. 
La más notable mejora en el nuevo Silent Eagle Águila Silenciosa, será el tanque de combustible más ligero y eficiente, que las anteriores conversiones del Strike Eagle, debido a la nueva cola inclinada de la nave, nuevo sistema de vuelo digital Fly-by-wire, computadoras de vuelo, computadoras de misión de batalla, computadoras de seguimiento de terreno y sistema digital EW, que será ofrecido a otros países para su construcción conjunta.
Hasta ahora, el nuevo F-15SE ha sido eliminado del proyecto FX de Japón, para la construcción conjunta entre Estados Unidos y Japón de un nuevo avión de combate de quinta generación, y tampoco está permitido exportar el más moderno caza F-22 Raptor. Los cazas F-15 continuarán volando hasta el año 2025
, sin que hasta el momento se haya concretado la iniciativa de desarrollo del F-15SE como su reemplazo.

### Desarrollos relacionados
- F-15 Eagle
- F-15E Strike Eagle
- Lockheed Martin F-22 Raptor

### Aeronaves similares
- Eurofighter Typhoon
- Dassault Rafale
- Mikoyan MiG-35
- Sukhoi Su-30MKI
- Sukhoi Su-35
- Sukhoi Su-37
- Sukhoi Su-47
- Sukhoi PAK FA
- Boeing F/A-18 Super Hornet
- Lockheed Martin F-35 Lightning II
- Lockheed Martin F-22 Raptor